# Raccordement d'Aïtachouria
 (août 2014).
Si vous disposez d'ouvrages ou d'articles de référence ou si vous connaissez des sites web de qualité traitant du thème abordé ici, merci de compléter l'article en donnant les références utiles à sa vérifiabilité et en les liant à la section « Notes et références ».
Le raccordement d'Aïtachouria était un court tronçon de voie ferrée situé à Bayonne qui permettait, via un viaduc sur la Nive, aux trains venant l'intérieur du Pays basque (Labourd et Basse-Navarre) de rejoindre les voies ferrées de la rive gauche du port de Bayonne. Il reliait donc la ligne de Bayonne à Allées-Marines au niveau de la sortie du tunnel de Marracq à la ligne de Bayonne à Saint-Jean-Pied-de-Port un kilomètre avant la bifurcation de Mousserolles, où se rejoignent les voies ferrées se dirigeant vers la gare de Bayonne.

## Histoire
Le « raccordement des Allées-Marines » est approuvé par la décision ministérielle du 12 septembre 1896.
Le pont emblématique de cette courte jonction était appelé Blanc, du nom de l'ingénieur qui l'a conçu (blanc se dit churria en basque).
Le raccordement est déclassé par décret le 5 mai 1950.
Construit après la Première Guerre mondiale, le viaduc sur la Nive n'existe plus depuis 1953, année où il a été découpé à la suite de la fermeture de la mine de cuivre de Banca, et pendant près de 50 ans n'a subsisté que la pile centrale du pont. Depuis décembre 2005, un nouveau pont Blanc utilise ce support pour relier Lauga et la plaine des sports de la Floride d'un côté, à la plaine d'Ansot, à vocation écologique et ludique, de l'autre. Ce nouveau franchissement n'est en général accessible qu'aux piétons et cyclistes, qui peuvent remarquer les anciennes infrastructures ferroviaires destinées à l'écoulement des eaux.

## Réouverture
Le débat sur la construction de la LGV Bordeaux - Espagne a permis l'émergence d'un débat sur le développement des transports ferroviaires du quotidien. Aussi plusieurs forums de la région, hostiles à la LGV, proposent de relier de nouveau les 2 lignes ferrées, pour les passagers dans le but de desservir les zones d'emploi de l'agglomération, notamment à Bayonne et Anglet (le port, Dassault, ZAC de Jorlis, ZAC du forum, les Arènes, l'hôpital et les lycées) et l'intérieur du Pays basque français, notamment la vallée de la Nive, qui connait une forte progression démographique, du fait du développement de la côte basque et de la pression immobilière qui en découle. Si la réactivation du raccordement n'est pas proposée, un détour par la bifurcation de Mousserolles permettrait des économies dans la construction d'infrastructures.[réf. nécessaire]